# Tierra (administración)
Tierra (en polaco: Ziemia, en latín: Terra), fue un tipo de división territorial histórica desde los tiempos del Reino Unido de Polonia hasta las Particiones de Polonia.

## Polonia medieval
En la Polonia medieval, la tierra era una unidad territorial administrativa creada a partir de un principado, en el que, en la era de la división en distritos, la oficina del voivoda no se desarrolló y que, cuando se incorporó al Reino Unido de Polonia, perdió su separatividad política, pero conservó su propia organización clerical. En los siglos XIV y XV, la mayoría de las tierras se transformaron en voivodatos, pero algunas conservaron su nombre anterior y su propio sejmik.
Según Insignia seu Clenodia Regis et Regni Poloniae de Jan Długosz, el Reino de Polonia se dividió en las siguientes tierras (en el orden tradicional):
- Tierra de Cracovia (pol. ziemia krakowska lat. Terra Cracoviensis)
- Tierra de Poznań (pol. ziemia poznańska, lat. Terra Posnaniensis)
- Tierra de Sandomierz (pol. ziemia sandomierska, lat. Terra Sandomiriensis)
- Tierra de Kalisz (pol. ziemia kaliska, lat. Terra Calisiensis)
- Tierra de Lviv (pol. ziemia lwowska, lat. Terra Leopoliensis)
- Tierra de Sieradz (pol. ziemia sieradzka, lat. Terra Siradiensis)
- Tierra de Lublin (pol. ziemia lubelska, lat. Terra Lublinensis)
- Tierra de Łęczyca (pol. ziemia łęczycka, lat. Terra Lanciciensis)
- Tierra de Przemyśl (pol. ziemia przemyska, lat. Terra Premisliensis)
- Tierra de Belz (pol. ziemia bełska, lat. Terra Belsensis)
- Tierra de Cuyavia (pol. ziemia kujawska, lat. Terra Cuiaviensis)
- Tierra de Chełm (pol. ziemia chełmska, lat. Terra Chelmensis)
- Tierra de Pomerania (pol. ziemia pomorska, lat. Terra Pomoranie)
- Tierra de Chełmno (pol. ziemia chełmska, lat. Terra Culmensis)
- Tierra de Michałów (pol. ziemia michałowska, lat. Terra Michaloviensis)
- Tierra de Halych (pol. ziemia halicka, lat. Terra Halicensis)
- Tierra de Dobrzyń (pol. ziemia dobrzyńska, lat. Terra Dobriensis)
- Tierra de Podolia (pol. ziemia podolska, lat. Terra Podolie)
- Tierra de Wieluń (pol. ziemia wieluńska, lat. Terra Vielunensis  o Terra Velumensis).

Con el tiempo, el concepto de tierra dejó de tener un significado administrativo, transformándose en un término puramente geográfico referido a cualquier parte seleccionada del territorio del país.

## Cambios en el significado del término
Al comienzo del estado polaco, este término se utilizó para describir un espacio que era el hábitat de una tribu, defendido por las aguas de los ríos y otros obstáculos naturales.
En la nomenclatura de las unidades territoriales polacas, el concepto de tierra (en latín: terrae) comenzó a aparecer en los siglos XII-XIII, constituyendo un eslabón importante en la historia de la conformación del organismo estatal tras la división de Polonia en distritos. Desde entonces, los distritos comenzaron a cambiar su carácter, lo que también se reflejó en la forma en que fueron definidos. El nombre anterior de "principado" comenzó a desaparecer, y en su lugar comenzó a usarse el término "tierra". Inicialmente, estos términos se usaban indistintamente. La desaparición gradual del término "principado" y la aparición cada vez más frecuente del término "tierra" (también en el título real) indicaron la creciente integración del estado, que comenzó a tratar a los antiguos príncipes como partes constituyentes de su territorio.
En el siglo XV, los antiguos principados de distrito, sobre los cuales el voivoda gobernaba en nombre del rey de Polonia, se llamaban voivodatos, mientras que los más pequeños todavía se llamaban tierras (por ejemplo, la tierra de Wieluń, que alrededor de 1420 pasó a depender del voivodato de Sieradz).
Los restos de la división de Polonia en tierras es el concepto de "nobleza terrateniente", que originalmente incluía el título de caballero y numerosos cargos territoriales en los tiempos de la Primera República Polaca (por ejemplo, chambelán, notario, alguacil).